# Stigmidium cerinae
Stigmidium cerinae är en lavart som beskrevs av Claude Roux och Dagmar Triebel. 
Stigmidium cerinae ingår i släktet Stigmidium och familjen Mycosphaerellaceae. Arten är reproducerande i Sverige.